# Kanton Vitré-Ouest
Vitré-Ouest is een voormalig kanton van het Franse departement Ille-et-Vilaine. Het kanton maakte deel uit van het arrondissement Fougères-Vitré. Het werd opgeheven bij decreet van 18 februari 2014 met uitwerking op 22 maart 2015.

## Gemeenten
Het kanton Vitré-Ouest omvatte de volgende gemeenten:
- Champeaux
- Cornillé
- Landavran
- Marpiré
- Mecé
- Montreuil-des-Landes
- Montreuil-sous-Pérouse
- Pocé-les-Bois
- Saint-Aubin-des-Landes
- Saint-Christophe-des-Bois
- Taillis
- Val-d'Izé
- Vitré (deels, hoofdplaats)